# Uboat (Computerspiel)
Uboat ist eine U-Boot-Simulation für den PC aus dem Jahr 2024. Sie ist im Umfeld des U-Bootkriegs des Zweiten Weltkriegs angelegt.

## Handlung
Uboat gibt dem Spieler die Führung eines deutschen U-Boots der Klasse II oder Klasse VII während des Zweiten Weltkriegs an die Hand. Hier übernimmt der Spieler jedoch nicht nur die Aufgaben des „Kapitäns“ (korrekter: Kapitänleutnant, kurz: „Kaleu“), sondern auch die aller Besatzungsmitglieder (nach erster Zuteilung automatisierbar). Der Spieler kann also nicht nur Anweisungen erteilen, sondern je nach Erforderlichkeit auch beliebige Charaktere direkt übernehmen (etwa am Gruppenhorchgerät), was auch bedeutet, dass er alle Geräte an Bord (soweit im Spiel als manipulierbar implementiert) auch selber bedienen kann. Nebenbei muss mittels genauer Dienstzuteilungen und Ruhezeiten die Moral und Disziplin der Mannschaft genau austariert werden – auch im  Hinblick auf plötzlich eintretende Kampfsituationen. Die verschiedenen Charaktere (Offiziere und Matrosen) haben verschiedene Persönlichkeiten und reagieren in Stresssituationen jeweils anders. Es können Angriffe auf alliierte Geleitzüge simuliert werden, welche ihrerseits mit Begleitzerstörern Jagd auf das U-Boot des Spielers machen werden. Im sehr realistisch dargestellten Wasser befinden sich auch hierzu verbergende Wasserschichten, die Thermokline. Für Versenkungen und andere erfüllte Aufgaben können Geld bzw. Punkte erworben werden, die man im Hafen für die Aufrüstung des U-Boots oder die Ausbildung der Mannschaften einsetzt. Eine Herausforderung ist dabei, die Ausrüstung des U-Boots, also Treibstoff, Torpedos, Munition und Lebensmittel, für die nächste Feindfahrt so geschickt auszuwählen, dass diese ohne Probleme durchgeführt werden kann. Eine transparente Seitenansicht in das fahrende U-Boot erinnert an die Spielemechanik von Fallout Shelter, war aber in einfacher Form bereits Bestandteil der Silent-Hunter-Serie. In Uboat gelingt zudem ein weich fließender Wechsel von der Seitenansicht hinein in das begehbare U-Boot, wo man mit Mannschaften oder Geräten in Interaktion treten kann.
Uboat wird ausschließlich für den PC unter dem Betriebssystem Microsoft Windows veröffentlicht. Mit der Software Proton lässt es sich allerdings ohne Einschränkungen auch unter Linux spielen.

## Entwicklung
Das polnische Entwicklerstudio Deep Water Studios und der ebenfalls polnische Spielehersteller PlayWay S.A. programmierten von 2016 bis 2023 an dem U-Boot-Spiel Uboat, welches seit Ende April 2019 bereits im unfertigen, aber bereits (halbwegs) spielbaren Zustand als Early Access interessierten Spielern zugänglich gemacht wurde. Das Spiel ist inspiriert von den Spielmechaniken der Spiele Fallout Shelter (Wirtschaftssimulation), XCOM (Forschung und strategische Weiterentwicklung) sowie dem Film (bzw. Fernsehserie) Das Boot. Wie auch in der Spieleserie Silent Hunter übernimmt der Spieler die Führung eines deutschen U-Boots zu Zeiten des Zweiten Weltkriegs.
Zunächst startete die Entwicklung des Spiels 2016 mit einer Kickstarter Kampagne, um die erste Finanzierung zu ermöglichen. Das Ziel war es rund 20.000 Kanadische Dollar einzusammeln, jedoch bereits ein Jahr später wurde diese Marke übertroffen und es kamen so von 1.500 Unterstützern 38.000 CA$ zusammen. Die Fertigstellung des Spiels sollte sogar schon im selben Jahr erfolgen. Dieser Termin war offenbar bei Weitem nicht zu halten und wurde stets aufs Neue verschoben. Zwischenzeitlich wurde der seinerzeitige Arbeitsname „Uboot“ in Uboat geändert, weil man diesen Namen markenrechtlich schützen konnte. Den Unterstützern der Kickstarterkampagne wurde im Oktober 2018 eine bereits spielbare Version zur Verfügung gestellt. Das noch nicht ganz fertige Spiel erschien dann für die Öffentlichkeit am 30. April 2019 auf der Spieleplattform Steam im Early Access und verließ diesen Status 2024. Die Entwickler bieten durch die bewusste Auslagerung vieler Spieledaten in Microsoft-Excel-Tabellen und offenen Verzeichnissen leichte Zugänge für nachträgliche Verbesserungen seitens des Spielers oder der Modding-Szene an.

## Rezeption
Mario Donick von Gamestar lobt, dass das Spiel bereits im Early Access „verdammt viel richtig“ macht.
Charlie Hall von der US-amerikanischen Computerspielwebsite Polygon schreibt, dass „in seinen Tiefen  eine brillante Erfahrung lauert“ und lobt die Arbeit der Entwickler eine authentische Erfahrung zu erschaffen.